# Río de Oro (Cesar)
Pour les articles homonymes, voir Río de Oro (homonymie).
Río de Oro est une municipalité située dans le département de Cesar, en Colombie.